# Delta Force: Urban Warfare
Delta Force: Urban Warfare (en español Delta Force: Guerra Urbana) es un videojuego perteneciente al género de disparos en primera persona desarrollado y editado por la empresa NovaLogic. Fue diseñado para ser una simulación militar basada en la fuerza de operaciones especiales de Delta Force.

## Argumento
La trama abarca doce misiones, incluido un robo a un banco , rescate de rehenes y un asalto a una plataforma petrolífera en alta mar. En esta se basa en la historia de un comandante de un equipo de las Fuerzas Delta; este fracasa en una misión dado que tras un error táctico procede al intento de captura de un grupo terrorista lamentablemente era una trampa y todo su equipo muere en una explosión destituyéndosele de las fuerzas.
Deseando vengar a su equipo pide información a su superior sobre el grupo; este le dice que es un grupo terrorista de la ex Unión Soviética que intenta utilizar un explosivo nuclear capaz de erradicar una ciudad entera y del tamaño de una canica. 
Este soldado pelea durante diferentes misiones hasta lograr erradicar al grupo terrorista.

## Recepción
El juego recibió críticas "promedio" según la página de reseñas y crítica de videojuegos Metacritic.